# Zapoljarnyj (Circondario autonomo Jamalo-Nenec)
Zapoljarnyj è un insediamento di tipo urbano della Russia siberiana occidentale, situato nel Circondario autonomo Jamalo-Nenec; appartiene amministrativamente al rajon Nadymskij.
Sorge nella parte centrale del Circondario autonomo, sulla riva destra del fiume Nyda, a breve distanza dalle coste del golfo dell'Ob'. Il villaggio dista circa 120 chilometri da Nadym, il capoluogo distrettuale.